# Fel a fejjel (film, 1954)
| Kattints az alábbi külső linkek egyikére! | Kattints az alábbi külső linkek egyikére! |
| ----------------------------------------- | ----------------------------------------- |
| Nem található szabad kép.(?)              |                                           |
| külső link · jogvédett                    | Latabár, Ferrari                          |

A Fel a fejjel 1954-ben bemutatott színes magyar filmvígjáték.

## Cselekmény
1945 tavasza. Az egyik magyar faluban tömegesen terelik a katonák az embereket. Az egyik házban kabátban álldogál egy fiatal pár, János és Annuska. Egy kisfiú, Sanyika búgócsigával játszik. Zajt hallanak, ezért elbújnak.
Hirtelen nyilasok rontanak be a házba és összeszedik a mozdítható értékeket. Egyikük észrevesz a földön egy szabályosan forgó búgócsigát, de nem foglalkozik vele, hogy ki hagyhatta ott. 
Peti bohóc és elefántja, Aida, a Jackson cirkusz alkalmazottai. A holtfáradt színtársulat ekhós szekereken a nyugati országhatár felé vánszorog, mert a tulajdonos szeretne Németországba szökni a cirkusszal együtt. A társulat nem minden tagja akar Nyugatra menni, azonban a tulajdonos megfenyegeti őket, hogy a nyilasok katonaszökevényeket keresnek, és ő szól nekik, ha nem tartanak vele. Peti bohócnak is van katonai behívója, és mivel nem jelent meg időben, ezért katonaszökevénynek számít, akiket azonnal kivégeznek. A II. világháború a vége felé tart, az oroszok egyre közelebb nyomulnak, előadás közben is hallatszanak az ágyúlövések. 
Peti egy kisfiút fedez fel a cirkuszkocsiknál, akiről kiderül, hogy sárga csillagot visel, és egy Annuska nevű fiatal lány vigyáz rá (akivel, és egy fiatalemberrel elmenekültek a házból a nyilasok érkezésekor). Peti letépi a csillagot és elbujtatja őket.
Egy határ menti sikeres előadás csúcspontján, amikor Aida szokás szerint megborotválja Petit, majd egy vödör vizet zúdít a fejére, a bohóc összefut a nyilasokkal, és csaknem utoléri a végzet: falhoz állítják két másik férfival együtt (egyikük János, a másik egy kecskeszakállas ember, akiről később kiderül, hogy a Fővárosi Nagycirkusz igazgatója), mert katonaszökevények. Peti utolsó kívánsága: előadni élete nagy számát. A vidám jelenet nem csak a kivégzőosztag tagjainak, hanem a mögöttük álló katonáknak is nagyon tetszik. Az előadás végén zűrzavar tör ki, felbukkan az elefánt, kézigránátok robbannak, közben a falhoz állított három személy (köztük Sanyika egyik segítője, János) kereket old.
János és Peti, no meg az elefánt találkoznak a zűrzavar után, és együtt kelnek át egy hídon. A hidat azonban a németek távolból felrobbantják, éppen akkor, amikor ők hárman és az őket üldöző nyilasok a hídra érnek. A híd középső eleme a vízbe zuhan, feltehetően a nyilasokkal együtt (egy piros színű nyilas karszalag jól láthatóan úszik a vízen).
Peti bohóc a fején megsérül, és kórházba kerül, ahol orosz katonákat szórakoztat árnyjátékkal, miközben egyikük harmonikázik. Az elefánt is megsérül a jobb első lábán, de ez is hamar helyrejön. Peti szeretne Budapestre menni, ezért elengedik a kórházból.
Peti az elefánttal időnként alkalmi, rögtönzött előadást tart az utcán, egyik alkalommal Sanyika észreveszi, így összetalálkoznak Annuskával, akibe Peti titokban szerelmes.
Peti egyik kollégájával egy cipész mellett kezd dolgozni. 
Egyik nap felkeresi Petit a kosztümös bohóc kollégája, és visszahívja a cirkuszhoz. Valójában csak az elefántra van szükségük; amikor odaérnek a cirkusz tulajdonosához, az kirúgja Petit, csak az elefántot tartja meg.
Eközben a Fővárosi Nagycirkusz igazgatója keresteti az ismeretlen bohócot, aki elszórakoztatta, miközben a kivégzésükre vártak, de még a nevét sem tudja. 
Peti szórakoztatja Sanyikát, amikor az beteg, majd Annuska javaslatára egy áruházban kezd dolgozni, ahol bábjátékkal szórakoztatja a gyerekeket. Itt ismeri fel János a történetet, amit Peti előad. János elmondja, hogy keresi azt a fiatal lányt, akit nagyon szeret.
Az igazgató emberei megtalálják a Jackson cirkusz tulajdonosát és a kosztümös bohócot, de ők azt állítják, hogy nem tudják a bohóc nevét, és hogy „az az ember amúgy is elzüllött”.
Peti szeretne beszélni a Fővárosi Nagycirkusz igazgatójával, de nem jut be hozzá. Közben Sanyika besurran az előadásra, és Peti, miközben kivezeti, észreveszi, hogy az ő számát adják elő a porondon. Azonban az elefánt nem akar megjelenni (Peti bohóc szerepét a cirkuszigazgató játssza). Peti berohan a porondra, az elefánt megjelenik, Peti rögtönözni kezd, amiben a többiek is kénytelenek részt venni. Ezúttal nem ő játssza az áldozat szerepét. A közönség jól szórakozik. Petit végül a személyzet megfogja és kihajtják. Peti és Sanyika hazaballag.
Annuskáéknál nagyobb baráti társaság gyűlik össze Annuska eljegyzése alkalmából, ugyanis Peti szeretné megkérni a kezét. Peti meghívta a barátját is, Jánost. János és Annuska felismerik egymást, és szenvedélyesen csókolóznak. Peti döbbenten áll, majd ezt látva „visszalép”, és átengedi Annuskát Jánosnak.
Peti még aznap este újra elindul a cirkuszba, hogy beszéljen az igazgatóval és felvetesse magát, azonban a többieknek kissé lódít, azt mondja, hogy már csak alá kell írnia a szerződést. Így mindenki biztosra veszi, hogy Peti aznap este fellép, és mindannyian sietve elindulnak, hogy megnézzék.
Peti elindul az igazgatóhoz, ekkor egy félreértés miatt kergetőzés kezdődik, mert Peti menekül az alkalmazottak elől, azoknak azonban az az utasításuk, hogy kísérjék az igazgató elé. Végül az igazgató megjelenik a zűrzavarra, és örömteli a találkozás a majdnem kivégzettek között. Az igazgató ragaszkodik hozzá, hogy Peti írja alá a szerződést és még aznap lépjen fel a porondon.
Peti bemegy az öltözőbe, ahol két egykori „kollégája”, Jackson és Ödön megjátszott örömmel fogadják. Az igazgató azonban kirúgja őket. Mivel Jackson azt mondja, hogy akkor viszi az elefántot, mert az az övé, János megjegyzi, hogy az elefántot a Gestapo szerezte Jacksonnak, és ezt az információt Ödöntől tudja.
Az igazgató ünnepélyesen bejelenti a közönségnek az új fellépőt, aki Peti, a bohóc. Peti a díszesen feldíszített Aidával egy rövid, zenés számot ad elő, és nagy sikert arat.

## Szereplők
- Latabár Kálmán – Peti, a bohóc
- Ferrari Violetta – Annuska
- Benkő Gyula – Korompai János
- Básti Lajos – „szakállas”, a Fővárosi Nagycirkusz igazgatója
- Gózon Gyula – Lustyák bácsi, cipész – Peti egy darabig nála dolgozik
- Kiss Manyi – lóidomár (cameoszerep)
- Fónay Márta – artista a társulatban (cameoszerep)
- Pongrácz Imre – Müller, helyi nyilas vezető
- Szakáts Miklós – Ödön, jelmezes bohóc, Peti ellenlábasa a porondon
- Balázs Samu – Jackson, az azonos nevű cirkusz tulajdonosa
- Spányik Éva – orosz doktornő a kórházban
- Bánhidi László – egyik baka a kivégzésnél
- Vándor József – egyik baka a kivégzésnél
- Siménfalvy Sándor – egyik baka a kivégzésnél
- Raksányi Gellért – egyik nyilas
- Kibédi Ervin – egyik nyilas
- Palotai István – a nyilas kivégzőosztag egyik tagja
- Benkő Péter – Sanyika, a kisfiú